# Raud el Fuerte
Raud el Fuerte (nórdico antiguo: Rauðr inn rammi, 962 - ?) fue un sacerdote pagano escandinavo y caudillo vikingo del siglo X en Hedmark, Oppland que se resistíó a la conversión forzada al cristianismo encabezada por el rey Olaf Tryggvason de Noruega.
Olaf Tryggvason gobernó Noruega entre 995 y 1000 d. C., y jugó un papel importante en la conversión de los pueblos nórdicos al Cristianismo. El rey Olaf viajó a varios rincones del reino que previamente habían pertenecido a la corona de Dinamarca. El rey exigió que toda la ciudadanía fuese bautizada y la mayoría accedió de mala gana, pues aquellos que se negaron fueron torturados o asesinados. Sin embargo, pese a los esfuerzos persuasivos del rey Olaf, muchos vikingos se negaron a renunciar a sus dioses y aceptar a Jesucristo como salvador. Olaf vio la necesidad de incrementar las torturas y ejecuciones, uno de los incidentes más famosos de enfrentamiento a las coacciones de Olaf fue protagonizado por Raud el Fuerte.
Raud era un gran terrateniente, sacerdote mayor del seidr (un término para un tipo de hechicería nórdica practicada por los escandinavos paganos). Era un caudillo conocido por su gran y precioso drakkar, mucho más grande que la nave del propio rey, con un dragón tallado en la proa. El barco se le conocía como "El Dragón" (o "La Serpiente"). También tenía fama de brujo.
Raud fue derrotado en una batalla naval, pero escapó usando la táctica de girar y navegar a contra viento, una técnica inusual en las aguas del norte. Raud pudo distanciarse de Olaf y llegó a sus asentamientos en Gylling y Haering, una parte de las islas Godey.
Siguió una tormenta y tras la calma, Olaf navegó en la oscuridad hasta llegar a la misma cama de Raud. El rey ofreció a Raud bautizarse y aceptar el Cristianismo, y le aseguraba mantener sus tierras, su gran barco y la amistad real. Raud se negó, respondiendo que nunca aceptaría la fe en Cristo, y se mofó de su Dios. Olaf se encendió en ira y prometió a Raud que moriría de una forma horrible. El rey ordenó que le atasen en una viga de madera, con la cara hacia arriba, y un canuto de madera colocada entre sus dientes de forma que no pudiera cerrar la boca. Olaf ordenó que introdujeran una serpiente en el canuto, pero la serpiente no entró, por lo que cambió el canuto por un cuerno de beber y obligó a la serpiente a introducirse en el cuerpo de Raud forzándola a entrar con un hierro candente, evidentemente la serpiente de abrió paso y buscó una salida por las partes blandas de su interior y Raud murió.
Olaf se apropió de todo el oro y plata de Raud, armas y otros artefactos valiosos. Todos los hombres de Raud fueron bautizados y los que se negaron fueron torturados y aniquilados. También el rey se apropió de "El Dragón", el fabuloso buque de Raud, y lo usó como buque insignia pues era el más grande que nunca antes había tenido.
Según la leyenda, así fue como los drakkar vikingos tomaron su famosa forma.

## Cultura popular
Henry Wadsworth Longfellow adaptó la historia del rey Olaf y Raud el Fuerte en su obra Tales of a Wayside Inn (1863), Primera parte, relato musical; La saga del rey Olaf X. Raud el Fuerte.